# FC Preußen Gumbinnen
FC Preußen Gumbinnen war ein deutscher Sportverein in der ostpreußischen Stadt Gumbinnen.

## Geschichte
Im Jahre 1907 versuchten junge Leute, die bisher Turnen oder Radfahren betrieben hatten, den Männerturnverein und den Radfahrerverein für den Fußballsport zu gewinnen. Beide Vereine lehnten ab, brachten sie doch diesem „neuen Sport“ das größte Misstrauen entgegen. Allen Widerständen zum Trotz gründeten Unentwegte am 18. April 1907 den Fußballklub Preußen. Unter Führung von Kurt Paethe und Mitarbeit von Fritz Schacknies begann der Klub mit 20 Mitgliedern seine Tätigkeit für den Rasensport in Gumbinnen und darüber hinaus für die Provinz Ostpreußen. Als erstes Spielfeld diente der damalige Exerzierplatz vor dem Sodeiker Tor. Das Jahr 1909 brachte dem Klub durch die Neugründung des Sportvereins Litauen und des Sportklubs Gumbinnen mehr Wettspielgelegenheiten am eigenen Ort. Der einzige vorerwähnte Spielplatz wurde mittlerweile zu klein. Diese Tatsache und die gute Entwicklung des Vereins ließen den Plan reifen, sich einen eigenen Platz zu schaffen. Ein geeignetes Gelände wurde am Stallupöner Tor gefunden und von dem Ehrenmitglied Rudatis, Preußendorf, kostenlos zur Verfügung gestellt. Bereits im Frühjahr 1910 konnte mit der Einzäunung und dem Ausbau des Platzes begonnen werden. Die aufgewendeten Kosten betrugen die für den Klub stattliche Summe von 3.500,- Mark. An der am 26. Juli 1910 erfolgten, mit einem großen Sportfest verbundenen Einweihung des Platzes nahmen Sportler aus ganz Ostpreußen teil. Die Mitgliederzahl des Fußballklubs Preußen wuchs ständig. Der Verein konnte 1910 drei Seniorenmannschaften und eine Jugendmannschaft zu den ersten Bezirksspielen melden.
1912/13 konnte erstmals die Bezirksliga Insterburg/Gumbinnen gewonnen werden, was zur Teilnahme an der baltischen Fußballendrunde berechtigte. Dort unterlag Preußen Gumbinnen dem SC Lituania Tilsit mit 0:3. Zur kommenden Spielzeit wurde das Ligensystem verändert, der Bezirk Insterburg-Gumbinnen war nun Bestandteil des Kreises I Ostpreußen, die Sieger der Bezirksliga qualifizierten sich nun erst für die ostpreußische Endrunde. 1913/14 erreichte Preußen Gumbinnen das Finale von Ostpreußen, unterlag dem SV Prussia-Samland Königsberg jedoch deutlich mit 1:7. Sofort nach dem Kriege 1914/18 wurde der Fußballbetrieb wieder aufgenommen, verstärkt durch den Zusammenschluss mit dem SV Litauen. In den folgenden Jahren waren die Lokalrivalen aus Gumbinnen und Insterburg stärker, erst 1922/23 erfolgte der erneute Gewinn der Bezirksliga. In der Fußballendrunde Ostpreußens waren die anderen Vereine aus Ostpreußen jedoch stärker. 
Ein Markstein in der Geschichte des FC Preußen ist auch die Schaffung eines neuen Platzes an Fichtenwalde. Auf Anregung von Kurt Paethe und Franz Hein wurde im August 1924 das Gelände von der Stadt auf 50 Jahre in Erbpacht genommen. Der Klub übernahm mit diesem Gelände eine Sandwüste, aus der er einen vorbildlichen Sportplatz schuf. Nach der festlichen Platzweihe am 9. März 1926 brachte der verstärkte Spielbetrieb dem Klub weiteren Aufstieg, vor allen Dingen aber eine feste Zusammenfassung und Ausrichtung seiner Mitglieder. Auch in den folgenden Jahren gehörte der Preußenklub zu den führenden Vereinen und blieb reich an Erfolgen.
1924/25 konnte nochmals die Bezirksliga gewonnen werden, in der ostpreußischen Endrunde scheiterte der Verein jedoch am Serienmeister VfB Königsberg. 1925/26 verpasste der Verein die Qualifikation in der zur kommenden Spielzeit neu eingeführten obersten Ostpreußenliga und spielte somit zweitklassig. Eine Rückkehr in die oberste Spielklasse des BRWVs gelang nicht mehr, 
1929/30 hätte Preußen Gumbinnen durch den vorletzten Platz in der Staffelliga Ost gar in die drittklassige Kreisliga Insterburg-Gumbinnen absteigen sollen, durch Veränderungen am Ligensystem wurde diese Kreisliga jedoch zweitklassig. In der letzten Spielzeit 1932/33 stieg der Verein wieder in die erstklassige Abteilungsliga II Nord auf. Zu beachten ist hier, dass der Verband die Ligaspiele ab Anfang der 1930er Jahre bereits ein Jahr eher als die eigentliche Endrunde austrug. Dies war den häufig schlechten Witterungsbedingungen geschuldet. Daher wurde die Abteilungsliga II Nord für die Spielzeit 1933/34 ebenfalls ausgespielt (ab Herbst 1932). Erst nach Abschluss der Liga war ersichtlich, dass durch die Machtübernahme der Nationalsozialisten die bisherigen Fußballverbände aufgelöst und durch Gauligen ersetzt werden. Hier hatte Preußen Gumbinnen Glück, denn zur Qualifikation zur Gauliga Ostpreußen 1933/34 wurden die Tabellenstände der ursprünglich für die Endrunde 1933/34 ausgespielten Ligen genommen (Preußen Gumbinnen wurde Dritter) und nicht die Tabellenstände der Ligen, die für die Endrunde 1932/33 galten (Gumbinnen spielte zweitklassig).
Die erste Gauligaspielzeit 1933/34 wurde auf dem vorletzten Platz der Gruppe B beendet, wegen des Einsatzes eines nicht spielberechtigten Spielers wurde der Verein jedoch in die Bezirksklasse versetzt. Der Wiederaufstieg in die erstklassige Gauliga gelang Preußen Gumbinnen zur Saison 1935/36, begünstigt dadurch, dass die Gauliga von 14 auf 28 Mannschaften aufgestockt wurde. Nach der Spielzeit 1937/38 wurde die Gauliga von 28 auf 10 Mannschaften verkleinert, Preußen Gumbinnen wurde nur Vierter in der Gruppe Gumbinnen, was den Abstieg in die Zweitklassigkeit bedeutete. Ein Wiederaufstieg in die Erstklassigkeit gelang dem Verein nicht mehr.
Nach dem Zweiten Weltkrieg wurde das einstmals deutsche Gumbinnen von der Sowjetunion annektiert und erhielt 1946 den Namen Gussew. Der Club wurde, wie alle übrigen deutschen Vereine und Einrichtungen, zwangsaufgelöst.

## Erfolge
- Teilnahme an der Gauliga Ostpreußen: 1933/34, 1935/36, 1936/37, 1937/38
- Teilnahme an der baltische Fußballendrunde: 1912/13
- Bezirkssieger Insterburg-Gumbinnen: 1913, 1914, 1923, 1925